# Stine Larsen
Stine Larsen, född 5 november 1975 i Bergen, är en norsk friidrottare, som springer maraton. Hennes personliga rekord på maraton är 2:27.06. Hon tävlar för Fana IL.

## Meriter
- Friidrotts-VM 2003: 17:e plats
- Göteborgsvarvet 2000: 1:a (banrekord)
- Göteborgsvarvet 2001: 1:a
- Turin maraton: 1:a
- Sommar-OS 2004: 24:e plats